# Sertularia gracillima
Sertularia gracillima is een hydroïdpoliep uit de familie Sertulariidae. De poliep komt uit het geslacht Sertularia. Sertularia gracillima werd in 1926 voor het eerst wetenschappelijk beschreven door Bale. 